# Corbon (Orne)
Corbon település Franciaországban, Orne megyében. Lakosainak száma 112 fő (2022. január 1.). Corbon Courgeon, La Chapelle-Montligeon, Mauves-sur-Huisne és Cour-Maugis-sur-Huisne községekkel határos.

## Népesség
A település népességének változása:
| Lakosok száma | 145  | 137  | 144  | 137  | 130  | 123  | 116  | 114  | 112  |
|               | 2013 | 2015 | 2016 | 2017 | 2018 | 2019 | 2020 | 2021 | 2022 |